# Kazimierz Kaszelewski
Kazimierz Kaszelewski (ur. 1 listopada 1866 w Ustrzykach Dolnych, zm. 18 listopada 1935 w Zakopanem) – polski duchowny rzymskokatolicki, działacz społeczny, budowniczy kościołów w Zakopanem i Kościelisku, inicjator ustawienia Krzyża na Giewoncie, radny i Honorowy Obywatel Gminy Zakopanego.

## Życiorys
Syn Aleksandra, który po ucieczce z zesłania na Syberii zmienił nazwisko z Kuszelewski na Kaszelewski. Po ukończeniu gimnazjum studiował przez rok na Wydziale Prawa na Uniwersytecie Lwowskim, a następnie wstąpił do Wyższego Seminarium Duchownego w Krakowie. W 1891 roku ukończył studia teologiczne na Uniwersytecie Jagiellońskim i otrzymał święcenia kapłańskie, w tym samym roku został skierowany do parafii w Zakopanem, w której posługiwał najpierw jako wikary, a po śmierci ks. Józefa Stolarczyka jako proboszcz. W 1896 r. ukończył budowy murowanego kościoła pw. Najświętszej Rodziny, w 1899 r. doprowadził do jego konsekracji. Zbudował także nową plebanię, ochronkę pw. św. Kazimierza i dom parafialny. W 1901 r. zorganizował ustawienia Krzyża na Giewoncie. W 1908 r. założył nowy cmentarz przy ul. Nowotarskiej. Przyczynił się też do powstania parafii na Olczy. Angażował się również w działalność społeczną i charytatywną na Podhalu. W latach 1895–1926 wchodził w skład Rady Gminnej Zakopanego. W 1913 r. zrezygnował z probostwa zakopiańskiego, osiedlając się w Kościelisku, gdzie zajął się budową drewnianego kościoła pw. św. Kazimierza. W 1916 r. założył tutaj nową parafię, zarejestrowaną oficjalnie dwa lata później. Był jej pierwszym proboszczem. W 1918 przeszedł na emeryturę. Otrzymał godność szambelana papieskiego, a w 1909 r. tytuł Honorowego Obywatela Zakopanego. Powrócił do Zakopanego, zamieszkując u swoich sióstr w wilii „Kaszelówka” przy ul. Kościeliskiej. Został pochowany na zakopiańskim Nowym Cmentarzu. Jedna z ulic Zakopanego otrzymała jego imię.